# أنكر (علامة تجارية)
أنكر هي علامة تجارية لمنتجات ألبان، تأسست في نيوزيلندا عام 1886، وهي واحدة من العلامات التجارية الرئيسية التي تملكها مجموعة فونتيرا التعاونية المصدرة الدولية ومقرها نيوزيلندا. في ماليزيا وسنغافورة وتايوان، تستخدم فونتيرا ماركة فيرنليف Fernleaf بدلاً من أنكر. 

## في نيوزيلندا
تاريخياً، كانت علامة أنكر التجارية لمنتجات الألبان في نيوزيلندا مملوكة "مجموعة نيوزيلندا للألبان"، التي اندمجت مع شركة "Kiwi Co Operative" في عام 2001 لتشكيل شركة فونتيرا .
نظرًا لأن الاندماج سيترك نيوزيلندا بلا منافسة تقريبًا في قطاع الألبان محلياً، فقد كان التشريع الحكومي مطلوبًا لتشكيل شركة فونتيرا. كان من بين متطلبات التشريع الحكومي أن تجرّد فونتيرا أقوى علامة تجارية محلية لها وهي أنكر، في سوق نيوزيلندا. هذا لم يؤثر على العلامة التجارية دوليًا. تم بيع العلامة التجارية لما يعرف حاليًا بـ غودمان فيلدر.
بين عامي 2001 و 2005، طوّرت فونتيرا إحدى علاماتها التجارية الصغيرة للحليب وهي "ميدو فريش ميلك" إلى علامة تجارية وطنية قدمت منافسة جيدة للعلامة التجارية أنكر لمنتجات الألبان. في عام 2005 ، أبدلت فونتيرا العلامة التجارية مع ما يُعرف الآن باسم غولدمان فيلدز، حيث استبدلت ميدو فريش بـأنكر، ما سمح لفونتيرا مرة أخرى بمواءمة علاماتها التجارية الدولية والمحلية من منتجات الألبان.

### حليب أنكور
تصنّع منتجات حليب أنكور الطازج المتوفرة في نيوزيلندا وتسوّقها شركة فونتيرا براندز، إحدى أقسام شركة فونتيرا. يقع المصنع الرئيسي الذي يعالج حليب أنكر فيتاكانيني في أوكلاند، نيوزيلندا.
بالإضافة إلى الأصناف الشائعة التي تحتوي على نسب مختلفة من دهون الحليب، فإنها تقدم أيضًا "أنكر إكسترا"، بالكالسيوم الإضافي (وهو مخصص للوالدين "الأكثر نشاطًا")، و"ميغا ميلك" بفيتامينات إضافية، بالإضافة إلى الكالسيوم الإضافي، وهو مخصص للأطفال.  في عام 2013، أطلقت ماركة أنكر في الصين.

### مسحوق حليب أنكور
مسحوق حليب أنكور هو منتج رئيسي متاح في بعض البلدان النامية مثل غيانا وإثيوبيا.

### زبدة أنكور وجبنة أنكور
تُباع جبنة أنكور وزبدة أنكور في نيوزيلندا، لكن العلامة التجارية لهذه المنتجات في نيوزيلندا لا تزال مملوكة لشركة تابعة لغولدمان فيلدر. بالنسبة للزبدة والجبن، لم يتم إرجاع العلامة التجارية إلى فونتيرا في مبادلة العلامة التجارية، لذلك ليست كل منتجات آنكون التي تحمل علامة تجارية من منتجات فونتيرا في نيوزيلندا.
ومع ذلك، مثل معظم منتجات الألبان في نيوزيلندا، لا يزال المنتجون يحصلون على الحليب من مورّدي شركة فونتيرا وبالنسبة لصناعة الزبدة والجبن، فمن المحتمل أيضًا أن تكون فونتيرا قد اعتمدت على غولدمان فيلدر لتغليف المنتجات فحسب.

## خارج نيوزيلندا
على الصعيد الدولي، فإن علامة أنكور التجارية مملوكة بنسبة 100٪ لمجموعة Fonterra Co-Op . والمنتجات التي تحمل هذه العلامة متوفرة في (وتُصنّع في) العديد من الدول بما في ذلك:
في المملكة المتحدة، استيردت زبدة أنكر من نيوزيلندا حتى أغسطس 2012 حيث حوّلت شركة آرلا للمنتجات الغذائية، المرخصة البريطانية، بتحويل الإنتاج إلى مصنع محلي في ويسبري (ويلتشاير)، باستخدام الكريمة البريطانية. 
- أستراليا
- باربادوس
- الصين[6]
- تشيلي
- إثيوبيا
- فيجي
- إندونيسيا
- ماليزيا
- موريشيوس
- الشرق الأوسط
- قائمة جزر المحيط الهادئ
- بيرو
- الفلبين
- روسيا
- سنغافورة
- سريلانكا
- تايوان
- المملكة المتحدة

## أنظر أيضاً
- صناعة الألبان في نيوزيلندا

## روابط خارجية
- معهد أنكور
- انكور ماليزيا

قالب:Butter